# Pseudoathyreus fracticolis
Pseudoathyreus fracticolis är en skalbaggsart som beskrevs av Leon Fairmaire 1882. Pseudoathyreus fracticolis ingår i släktet Pseudoathyreus och familjen Bolboceratidae. Inga underarter finns listade i Catalogue of Life.